# Loi linguistique (Alberta)
Pour les articles homonymes, voir Loi linguistique.
La Loi linguistique (anglais : Languages Act) est une loi en vigueur dans la province de l'Alberta (Canada) ; elle fait de l'anglais la langue officielle de la province rétroactivement jusqu'en 1905, tout en accordant certains droits aux francophones en matière de procès criminels. Elle fut adoptée en 1988 en réaction à un jugement de la Cour suprême du Canada qui a déclaré invalides toutes les lois de l'Alberta et de la Saskatchewan parce qu'elles n'avaient pas été également édictées en français.

## Historique
L'Alberta fut créée en 1905 en même temps que la Saskatchewan à partir des Territoires du Nord-Ouest en vertu de la Loi sur l'Alberta, qui modifia la Constitution du Canada. Cette loi prévoyait le maintien de la Loi sur les Territoires du Nord-Ouest (adoptée en 1877), qui stipulait notamment ce qui suit :

« Toute personne pourra faire usage soit de la langue anglaise, soit de la langue française, dans les débats de l'Assemblée législative des territoires, ainsi que dans les procédures devant les cours de justice; et ces deux langues seront employées pour la rédaction des procès-verbaux et journaux de l'Assemblée; et toutes les ordonnances rendues sous l'empire du présent acte seront imprimées dans ces deux langues; néanmoins, après la prochaine élection générale de l'Assemblée législative, cette Assemblée pourra, par ordonnance ou autrement, réglementer ses délibérations et la manière d'en tenir procès-verbal et de les publier; »

— Loi sur les Territoires du Nord-Ouest
Ainsi, toutes les lois devaient être rédigées et édictées en français comme en anglais, et toute personne avait le droit d'utiliser le français ou l'anglais devant les tribunaux (ce droit n'incluait toutefois pas celui d'être compris, ni d'avoir un interprète). La Cour suprême a noté que les droits consacrées dans cette loi étaient « essentiellement les mêmes que ceux accordés aux termes de l'art. 133 de la Loi constitutionnelle de 1867, l'art. 23 de la Loi de 1870 sur le Manitoba et les art. 16 à 18 de la Charte canadienne des droits et libertés. » Toutefois, la Loi donnait le droit à l'Assemblée législative de modifier ce règlement comme bon lui semblait.
En 1988, la Cour a jugé que puisque cette loi n'avait jamais été abrogée, elle était toujours en vigueur en Alberta et en Saskatchewan. Dans l'arrêt R. c. Mercure, la Cour écrit : « Les lois de la Saskatchewan, en vertu de la loi constitutive de la province, la Loi sur la Saskatchewan, doivent être adoptées, imprimées et publiées en français et en anglais. Étant donné que les lois de la Saskatchewan n'ont pas été adoptées suivant le mode et la forme requis par sa loi constitutive, il s'ensuit qu'elles ne sont pas valides. »
Toutefois, la Cour a jugé que les provinces pouvaient adopter une loi bilingue déclarant valides toutes les lois adoptées antérieurement nonobstant le fait qu'elles n'étaient pas également rédigées en français. L'Alberta a donc adopté la Loi linguistique le 6 juillet 1988 afin de se conformer à cette décision. La Saskatchewan a également adopté une Loi linguistique, puisque l'arrêt de la Cour suprême s'appliquait premièrement à elle.

## Points saillants
La Loi établit que l'anglais est la langue officielle de facto de la province : l'article 3 stipule que « les lois et règlements peuvent être édictés, imprimés et publiés en anglais. » Elle déclare valides toutes les lois et règlements adoptées depuis 1905 nonobstant le fait qu'elles avaient été édictées et imprimées uniquement en anglais. Elle déclare de plus que la Loi sur les Territoires du Nord-Ouest ne s'applique pas à l'Alberta.
Par contre, l'article 4 de la Loi déclare que « chacun peut employer le français ou l'anglais dans les communications verbales dans les procédures devant les tribunaux » de matière criminelle.
Elle permet également aux députés de l'Assemblée législative de l'Alberta de s'exprimer en français ; toutefois, elle accorde à l'Assemblée de décider le droit de décider, par une simple résolution, « de faire établir, imprimer et publier tout ou partie de ses procès-verbaux et journaux et des règlements de l'Assemblée en français ou en anglais ou dans ces deux langues. » Les règlements de l'Assemblée législative stipulent qu'un député doit aviser le Président de l'Assemblée deux heures à l'avance pour avoir la permission de s'exprimer en français, afin d'avoir le temps de se procurer un traducteur.

## Sources
- Jacques Leclerc, Aménagement linguistique dans le monde : Alberta — Université Laval
- Loi linguistique de 1988 — Site de l'aménagement linguistique au Canada